# 招財進寶 (成語)
招財進寶為一成語，指招引财气进门以发财致富，多用于年节时贺语或多用作吉祥祝颂语。其英譯可作

## 出处
元·刘唐卿《降桑椹》二折：“招财进宝臻佳瑞，合家无虑保安存。”谌容《万年青》：“你们家这棵大树，树大根深，绿荫覆盖，受日月精华滋养，本是棵招财进宝的摇钱树。” 

## 相关传说
流传于上海地区的汉族商俗传说。相传萧何月下追回韩信，深感人才难得，于是在客厅书写横匾“招才进宝”四字。刘邦不解，萧何解释：“才为国宝，文可安邦，武能定国，乃国家强盛根本。”刘邦听后赞叹不已。后世商人得知，改“才”为“财”，贴在钱桌上方，以示吉利。年画中的聚宝盆，通常也写着“招财进宝”的字样。于是，“招财进宝”四字在商界广为流传。

## 其他表现形式

### 合字
招财进宝常以繁体字组成形，又有異體、和，多为商家经商的吉祥语。寓意人事和睦、事业有成、财源兴旺、昌盛繁荣。

### 中国传统吉祥画
通常由五位财神、童子、元宝等组成。
传说人们崇仰的财神是手执一杆铁鞭，戴冠跨虎的黑面大汉，手托元宝的赵公元帅。
同时图中还分别画有利市、纳珍、招财、进宝四小神，故此图称招财进宝。　